# Ново Село-Глинсько
Ново Село-Глинсько (хорв. Novo Selo Glinsko) — населений пункт у Хорватії, у Сисацько-Мославинській жупанії у складі міста Глина.

## Населення
Населення за даними перепису 2011 року становило 118 осіб.
Динаміка чисельності населення поселення:

## Клімат
Середня річна температура становить 10,67 °C, середня максимальна – 25,23 °C, а середня мінімальна – -6,50 °C. Середня річна кількість опадів – 1004 мм.
| Клімат поселення                              | Клімат поселення | Клімат поселення | Клімат поселення | Клімат поселення | Клімат поселення | Клімат поселення | Клімат поселення | Клімат поселення | Клімат поселення | Клімат поселення | Клімат поселення | Клімат поселення | Клімат поселення |
| Показник                                      | Січ.             | Лют.             | Бер.             | Квіт.            | Трав.            | Черв.            | Лип.             | Серп.            | Вер.             | Жовт.            | Лист.            | Груд.            |                  |
| Середній максимум, °C                         | 6,64             | 8,81             | 13,31            | 17,58            | 22,07            | 25,23            | 24,48            | 23,77            | 20,19            | 15,26            | 9,50             | 5,32             |                  |
| Середня температура, °C                       | 0,07             | 2,24             | 6,73             | 11,00            | 15,50            | 18,66            | 20,36            | 19,65            | 16,07            | 11,12            | 5,36             | 1,19             |                  |
| Середній мінімум, °C                          | −6,5             | −4,35            | 0,16             | 4,42             | 8,92             | 12,08            | 16,24            | 15,52            | 11,95            | 7,00             | 1,26             | −2,92            |                  |
| Норма опадів, мм                              | 62               | 60               | 70               | 83               | 86               | 96               | 89               | 91               | 92               | 95               | 101              | 79               |                  |
| Середньомісячна швидкість вітру, м/с          | 1.70             | 1.87             | 2.27             | 2.16             | 2.00             | 1.80             | 1.79             | 1.60             | 1.60             | 1.70             | 1.75             | 1.77             |                  |
| Середньомісячна сонячна радіація, кДж/м²·день | 4273             | 7054             | 10667            | 15112            | 19383            | 21446            | 22568            | 19524            | 14445            | 8995             | 4774             | 3509             |                  |
| --------------------------------------------- | ---------------- | ---------------- | ---------------- | ---------------- | ---------------- | ---------------- | ---------------- | ---------------- | ---------------- | ---------------- | ---------------- | ---------------- | ---------------- |
| Джерело:                                      |                  |                  |                  |                  |                  |                  |                  |                  |                  |                  |                  |                  |                  |